# Бакрак
Бакра́к (рос. Бакрак, башк. Баҡраҡ) — присілок у складі Гафурійського району Башкортостану, Росія. Входить до складу Зілім-Карановської сільської ради.
Населення — 124 особи (2010; 186 в 2002).
Національний склад:
- башкири — 98%